# Banaba
Banaba ([bəˈnɑːbə]?; eller Ocean Island), er en isoleret atolø i Stillehavet vest for Gilbert-øerne og 300 km øst for Nauru. Den udgør en del af Republikken Kiribati. Øens areal er på seks kvadratkilometer, og øens højeste punkt er også Kiribatis højeste punkt på 81 m.o.h. Sammen med Nauru og Makatea (Fransk Polynesien) udgør den et af de vigtige høje øer i Stillehavet, der er rige på fosfater.